# Héctor Bellerín
Héctor Bellerín Moruno (* 19. März 1995 in Barcelona) ist ein spanischer Fußballspieler, der aktuell bei Betis Sevilla unter Vertrag steht. Er spielt hauptsächlich auf der Position des rechten Außenverteidigers.

## Karriere

### Vereine
Bellerín trat 2003 der Jugendabteilung des FC Barcelona bei und spielte dort bis zu seinem Wechsel zum FC Arsenal im Sommer 2011. Am 4. Juli 2013 unterzeichnete er seinen ersten Profivertrag und spielt seitdem sowohl in der ersten Mannschaft als auch noch in der Jugendabteilung vom FC Arsenal. Sein Profidebüt gab er am 25. September 2013 im League-Cup-Spiel gegen West Bromwich Albion, als er während der Verlängerung in der 95. Minute für den verletzten Mikel Arteta eingewechselt wurde. Mit 4:3 gewann Arsenal das Spiel nach Elfmeterschießen, nachdem es nach den regulären 90. Minuten 1:1 stand.
Mittels Emergency Loan wird Bellerín am 22. November 2013 zum englischen Zweitligisten FC Watford ausgeliehen. Sein Debüt für Watford gab er am 30. November 2013 bei der 3:0-Niederlage gegen Yeovil Town. Einen Tag nach Ende der Emergency Loan wurde Bellerín am 3. Januar 2014 bis Saisonende ausgeliehen. Einen Monat später, am 6. Februar 2014, wurde diese Leihe von Seiten des FC Arsenals beendet und er kehrte zurück.
Am 18. Oktober 2014 gab Bellerín sein Debüt in der Premier League beim 2:2-Unentschieden gegen Hull City, sein internationales Debüt gab er am 16. September 2014 im Westfalenstadion bei der 0:2-Niederlage gegen Borussia Dortmund und sein erstes Tor für Arsenal erzielte er beim Spiel gegen Aston Villa am 1. Februar 2015 zum 5:0-Endstand. In den folgenden Jahren war er häufig „erste Wahl“ auf der rechten Abwehrseite. Die größten Erfolge verzeichnete er bei den „Gunners“ zumeist im FA Cup und holte dort in den Jahren 2015, 2017 und 2020 jeweils die Trophäe. Ein persönlicher Erfolg war dazu seine Wahl in die Mannschaft des Jahres der Premier League in der Saison 2015/2016. Ein schwerer Rückschlag stellte hingegen ein Kreuzbandriss im linken Knie dar, den er sich am 19. Januar 2019 im Spiel gegen den FC Chelsea zugezogen hatte. Er feierte sein Comeback nach einer gut achtmonatigen Zwangspause in einem Pokalspiel gegen Nottingham Forest.
Im Sommer 2021 wurde er für eine Saison an Betis Sevilla verliehen.
Am 1. September 2022 kehrte Bellerín am letzten Tag der Transferperiode ablösefrei zum FC Barcelona zurück. Er unterschrieb einen Vertrag bis zum Ende der Saison 2022/23, der eine Ausstiegsklausel in Höhe von 50 Millionen Euro enthielt. Da er unter Xavi nur Reservist war und nur sporadisch zum Einsatz kam, wechselte er Ende Januar 2023 in die portugiesische Primeira Liga zu Sporting Lissabon.
Im Sommer 2023 kehrte er fest zu seinem ehemaligen Leihverein Betis Sevilla zurück und unterschrieb dort einen Vertrag bis 2028.

### Nationalmannschaft
Bellerín durchlief die Juniorenmannschaften der Nationalmannschaft Spaniens. Im Jahr 2011 absolvierte er für die U-16-Mannschaft sechs Spiele und erzielte dabei ein Tor. Ein Jahr später spielte er sechs Spiele für die U-17-Mannschaft und für die U-19-Mannschaft absolvierte er von 2013 bis 2014 acht Spiele. Sein Debüt für die U-19-Mannschaft bestritt er am 5. Juni 2013 beim 1:0-Sieg gegen die U-19-Mannschaft von Polen.
Am 29. Mai 2016 gab er sein Debüt in der A-Nationalmannschaft. Im Spiel gegen Bosnien-Herzegowina spielte er über 90 Minuten. Es war das erste von drei Vorbereitungsspielen auf die Fußball-Europameisterschaft 2016 in Frankreich, in denen er dreimal spielte. Danach wurde er in das Aufgebot Spaniens aufgenommen, blieb aber einer von drei Feldspielern, die ohne EM-Einsatz blieben.
Nach einer gut vierjährigen Pause absolvierte Bellerín am 11. November 2020 gegen die Niederlande (1:1) sein viertes A-Länderspiel.

## Erfolge
FC Arsenal
- FA Cup: 2015, 2017, 2020
- FA Community Shield: 2015, 2017, 2020
- PFA Team of the Year: 2015/16

Betis Sevilla
- Copa del Rey: 2022

## Sonstiges

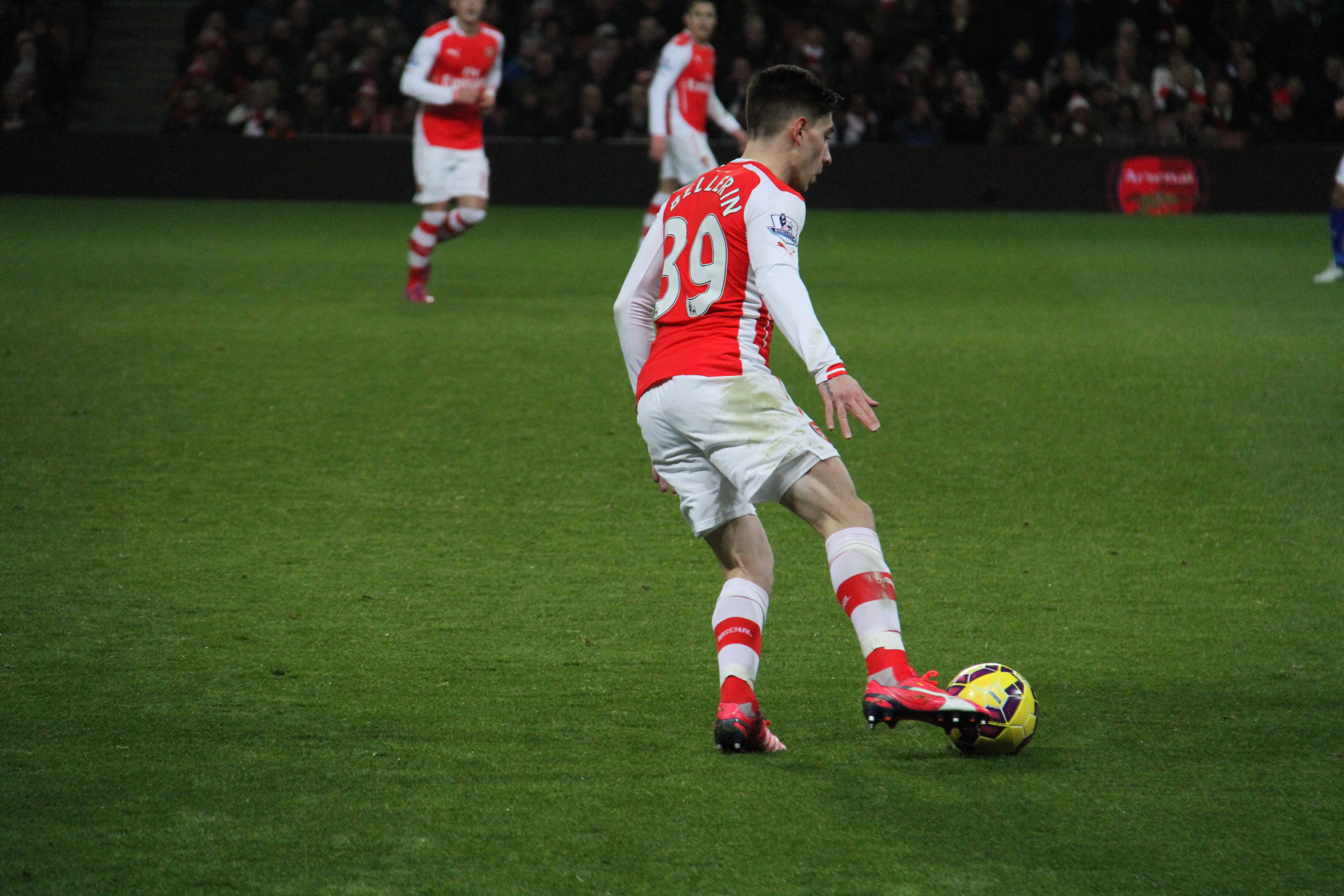
Hector Bellerín in einer Spielszene
am 10. Februar 2015 gegen Leicester City.

Bellerín ist für seine Schnelligkeit bekannt. Am 12. August 2014 bestätigte Theo Walcott, dass Bellerín den von ihm aufgestellten 40-m-Sprint-Rekord gebrochen habe. Damit ist Bellerín der schnellste Spieler des FC Arsenal.
Bellerín lebt seit 2017 vegan. Außerdem äußerte er sich mehrfach zum Thema Klimaschutz.